# Filistijns
Het Filistijns is een uitgestorven taal, die gesproken werd door de Filistijnen aan de zuidwestkust van Kanaän. In de Hebreeuwse Bijbel wordt de taal als Asdoditisch aangeduid.
Het beeld van de taal is nog zeer onvolledig, omdat er maar weinig Filistijnse tekstvondsten zijn gedaan. De enige Filistijnse tekstvondst die complete zinnen bevat, is de Ekroninscriptie. Toch bieden ook andere inscripties en vermeldingen van Filistijnse namen en woorden in de Hebreeuwse Bijbel enige houvast.

## Vroege gegevens mbt het Filistijns
De oorspronkelijke Filistijnse taal behoorde vermoedelijk tot de Indo-Europese talen. Op grond van de vermoedelijke Myceense en/of Minoïsche herkomst van de Filistijnen, denken sommigen daarbij specifiek aan het Myceens.
Dat het Filistijns oorspronkelijk een Indo-Europese taal was, blijkt uit verschillende woorden en namen die in de Hebreeuwse Bijbel met betrekking tot de Filistijnen worden gebruikt, en die niet als Semitisch kunnen worden beschouwd, maar waarvan de etymologie kan worden afgeleid van proto-Indo-Europese woordstammen. Zo wordt סְרָנִים sərānîm '(stads)vorsten' (telkens in het meervoud) beschouwd als verwant met het Griekse τύραννος tyrannos. Ook sommige Filistijnse namen, zoals Goliath en Achis, zijn niet Semitisch en kunnen vanuit een Indo-Europese etymologie worden verklaard. Een van de namen op de Goliathinscriptie, gevonden bij Tell es-Safi (Gat) in 2005, is de Lydische naam Alyattes/Wylattes, die al eerder als etymologie voor de naam Goliath was voorgesteld. De naam Achis (op de Ekroninscriptie gespeld als ʾkyš) wordt in verband gebracht met het Griekse Ἀχαιός 'Achaier, Griek'.
Uit inscripties gevonden in Askelon blijkt dat de Filistijnen voor de 10e eeuw v.Chr. een schrift gebruikten dat nauw verwant is aan het Cypro-Minoïsch schrift. De Goliathinscriptie maakt duidelijk dat de Filistijnen vanaf de 10e of begin 9e eeuw schreven in het proto-Kanaänitische alfabet, dat nauw verwant is aan het Fenicisch alfabet.

## Het Filistijns in later tijd
Vanaf ca. 8e eeuw v.Chr. (IJzertijd II) ging het Filistijns steeds meer kenmerken vertonen van de Semitische talen, zoals die door de culturen om de Filistijnen heen gesproken werden. Vooral het Fenicisch en mogelijk ook het Hebreeuws hebben invloed uitgeoefend op het Filistijns. Het Filistijns wordt vanaf deze periode geschreven in een variant op het West-Semitisch alfabet, zeer nauw verwant aan het Fenicisch alfabet en aangeduid als Neo-Filistijns schrift. Er is dan nog maar weinig dat herinnert aan de Indo-Europese wortels van de taal, zoals blijkt uit de Ekroninscriptie (ca. 680-665 v.Chr.), waarvan de morfologie overeenkomsten vertoont met het Fenicisch. Vier van de vijf namen op de inscriptie zijn Semitische namen, maar op de inscriptie komt ook een Indo-Europese naam voor (Ikausu/Achis).

## Verder lezen
- C.S. Ehrlich, art. Philister, WiBiLex.de (2007): 3. Außerbiblische Quellen.
- M. Görg, art. Philister, in Reallexikon der Assyriologie und vorderasiatischen Archaologie X (2005), p. 528.
- J. Naveh, Writing and Scripts in 7th-Century B.C.E. Philistia: The New Evidence from Tell Jemmeh, in IEJ 35 (1985), pp. 8-21.
- S.J. Wimmer, The Philistine language, op Philister Projekt, 2005-2007.